# Санта-Мария-дель-Оро (муниципалитет Халиско)
Са́нта-Мари́я-дель-О́ро (исп. Santa María del Oro) — муниципалитет в Мексике, в штате Халиско, с административным центром в одноимённом посёлке. Численность населения, по данным переписи 2020 года, составила 1815 человек.

## Общие сведения
Название муниципалитета составное: Santa María дано в честь святой Девы Марии Гваделупской, а Oro (с исп. — «золото») — относится к золотодобыче, развёрнутой во второй половине XVIII века.
Площадь муниципалитета равна 776,4 км², что составляет 1 % от общей площади штата, а наиболее высоко расположенное поселение Ла-Троха находится на высоте 1598 метров.
Санта-Мария-дель-Оро граничит с другими муниципалитетами штата Халиско: на севере с Валье-де-Хуаресом и Китупаном, на юге с Хилотлан-де-лос-Долоресом, на западе с Тамасула-де-Гордьяно, а на востоке граничит с другим штатом Мексики — Мичоаканом.

## Учреждение и состав
Муниципалитет был образован 28 декабря 1938 года под названием Мануэль-Диегес (исп. Manuel M. Diéguez), но указом конгресса штата от 10 апреля 1999 года получил современное название.
По данным 2020 года в его состав входит 69 населённых пунктов, самые крупные из которых:
| Код INEGI                  | Населённый пункт                                                                                          | Численность населения (2005 год) | Численность населения (2010 год) | Численность населения (2020 год) |
| -------------------------- | --- | -------------------------------- | -------------------------------- | -------------------------------- |
| 056                        | Всего | 2653                             | 2517                             | 1815                             |
| 0001                       | Санта-Мария-дель-Оро (исп. Santa María del Oro) 19°35′13″ с. ш. 102°54′34″ з. д. (административный центр) | 583                              | 697                              | 666                              |
| 0110                       | Ла-Аурора (исп. La Aurora (El Reparo)) 19°29′46″ с. ш. 102°54′17″ з. д.                                   | 107                              | 103                              | 96                               |
| 0005                       | Вилья-Морелос (исп. Villa Morelos (El Carrizo)) 19°27′54″ с. ш. 102°38′52″ з. д.                          | 126                              | 117                              | 95                               |
| 0070                       | Сипоко (исп. Zipoco) 19°27′38″ с. ш. 102°42′23″ з. д.                                                     | 127                              | 113                              | 93                               |
| 0082                       | Лос-Платанос (исп. Los Plátanos) 19°29′46″ с. ш. 102°35′43″ з. д.                                         | 129                              | 105                              | 85                               |
| —                          | Прочие | 1581                             | 1382                             | 780                              |
| Названия на карте Генштаба | |                                  |                                  |                                  |

## Природные ресурсы
Муниципалитет располагает следующими ресурсами:
- 17 688 гектар леса, преимущественно состоящие из таких видов деревьев как дуб, ясень и фруктовые деревья;

- минеральные — месторождения золота, серебра, меди и кварца.

## Экономическая деятельность
По статистическим данным 2000 года, работоспособное население занято по секторам экономики в следующих пропорциях:
- сельское хозяйство, животноводство и рыбная ловля — 65,2 %;
- промышленность и строительство — 6,7 %;
- торговля, сферы услуг и туризма — 22,9 %;
- безработные — 5,2 %.

## Инфраструктура
По статистическим данным 2020 года, инфраструктура развита следующим образом:
- электрификация: 95,8 %;
- водоснабжение: 78,5 %;
- водоотведение: 82,1 %.